# Robinson Opong
Robinson Opong Odoch (Quebec City, Canadá 10 de mayo de 1989) es un jugador de baloncesto canadiense-ugandés que juega en el MBB de la BAL y representa a Uganda a nivel internacional.

## Trayectoria deportiva
Formado durante dos temporadas en Long Island Brooklyn Blackbirds (2010-2012) y otras dos temporadas Rogers State Hillcats (2012-2014). Tras no ser drafteado en 2014, debutó como profesional en las filas del Saint John Riptide, un equipo de baloncesto canadiense de la NBL Canadá, la primera competición profesional de su país. 
Comenzaría la temporada 2017-18 en Líbano en las filas del Antonine. Sin embargo al poco tiempo dejó el club para sumarse como refuerzo a los City Oilers de Uganda, que debían afrontar la FIBA Africa Clubs Champions Cup. Más tarde, a final de temporada, llegaría a España para jugar en las filas del Óbila Club de Basket con el disputaría 8 partidos de liga regular y 6 de play-offs de ascenso a LEB Oro.
En 2018, regresa a la NBL de Canadá para jugar en las filas de los Halifax Hurricanes hasta 2018. A principios de 2019, jugaría en el Ferroviario Beira de Mozambique, disputando la África Basketball League.
En marzo de 2019 se incorpora a la disciplina del Levitec Huesca para disputar la Liga LEB Oro, hasta el final de la temporada 2018-19 para cubrir la baja de Lukas Aukstikalnis.
En abril de 2021 firma por el Rivers Hoopers nigeriano, para disputar la temporada inaugural de la Basketball Africa League (BAL).
Al comienzo de la temporada 2022-23 fichó por el Obras Sanitarias argentino, pero fue cortado tras 17 partidos el 27 de diciembre, después de promediar 4,6 puntos y 1,3 rebotes por encuentro.
El 6 de enero de 2023 fichó por el CB Zamora de la LEB Plata española. Jugó allí hasta abril. Posteriormente regresó a los City Oilers.
Disputó la temporada 2025 de la BAL con el equipo sudafricano MBB.

## Selección nacional
Es internacional con la selección de baloncesto de Uganda, con la que disputaría dos ediciones del Afrobasket (2017 y 2021), además de jugar en varios partidos de clasificación al Afrobasket y a la Copa Mundial de Baloncesto. 